# Derek Chadwick
Derek Chadwick (8 de julio de 1995) es un actor y modelo estadounidense, conocido por sus papeles en la serie Hollywood, Scream Queens y Blue Bloods.

## Biografía
Derek Chadwick nació el 8 de julio de 1995 en Nueva York, Estados Unidos. En 2018 Derek salió del armario como hombre gay y fue portada del Gay Times.
La revista Shangay le incluyó en la lista de las salidas del armario más importantes de 2018. En 2023 se inició en el modelaje de mano de la marca cosmética Chaddy Cosmetics.

## Filmografía

### Cine
| Año  | Título                     | Papel                 | Notas        |
| ---- | -------------------------- | --------------------- | ------------ |
| 2012 | Cowboy Baby                | Will Banks            | Cortometraje |
| 2015 | Experimenter               | Estudiante de Harvard | Película     |
| 2017 | Wonderstruck               | Liam                  | Película     |
| 2021 | A Jenkins Family Christmas | Logan                 | Película     |
| 2023 | Hasthag Proposal           | Randall               | Película     |
| TBA  | Bring the Law              | Lewis                 | Película     |

### Televisión
| Año  | Título                               | Papel       | Notas      |
| ---- | ------------------------------------ | ----------- | ---------- |
| 2016 | Scream Queens                        | Lucas White | 1 episodio |
| 2016 | Blue Bloods                          | Sam         | 1 episodio |
| 2020 | Hollywood                            | Quarterback | 1 episodio |
| 2025 | La vida sexual de las universitarias | Parker      | 1 episodio |